# Saint-Marcet
Saint-Marcet är en kommun i departementet Haute-Garonne i regionen Occitanien i södra Frankrike. Kommunen ligger i kantonen Saint-Gaudens som tillhör arrondissementet Saint-Gaudens. År 2022 hade Saint-Marcet 370 invånare.

## Befolkningsutveckling
Antalet invånare i kommunen Saint-Marcet
Referens:INSEE